# Glenea laterinuda
Glenea laterinuda är en skalbaggsart. Glenea laterinuda ingår i släktet Glenea och familjen långhorningar.

## Underarter
Arten delas in i följande underarter:
- G. l. laterinuda
- G. l. quadrivitticollis